# Мамедов, Ариф Захид оглы
Ари́ф Захи́д оглы́ Маме́дов (азерб. Arif Zahid oğlu Məmmədov; род. 22 сентября 1964, Кировабад) — азербайджанский дипломат и политический деятель. С 2015 года находится в оппозиции к действующей власти Азербайджана. Живёт в Брюсселе.

## Биография
Ариф Мамедов родился 22 сентября 1964 года в Кировабаде (ныне Гянджа). В 1988 году окончил Московский военный институт иностранных языков. 
В 1988—1990 годы работал военным переводчиком в Аддис-Абебе (Эфиопия). 
В 1993 году прошёл стажировку в нидерландском Институте международных отношений Клингендаль, в 1994 году — курсы при Министерстве иностранных дел Великобритании.
С 1993 по 1995 год — второй секретарь МИД Азербайджана. 
С 1995 по 2000 год — советник посольства Азербайджана в Бельгии.
Глава постоянного представительства Азербайджана при Европейском Союзе (2000 —  14 декабря 2006). 
Посол Азербайджана в Бельгии (5 октября 2004 — 14 декабря 2006). Одновременно являлся послом Азербайджана в Нидерландах (2 ноября 2004 — 14 декабря 2006) и Люксембурге (2 ноября 2004 — 14 декабря 2006).
Глава постоянного представительства Азербайджана при Совете Европы (18 января 2007 — 2012).
Являлся начальником управления по правам человека и демократии при Министерстве иностранных дел Азербайджана (2012 — 2013).
Постоянный представитель Организации исламского сотрудничества при Европейском Союзе (2013—2015).
Владеет английским, русским, французским, испанским и эфиопским языками.

## В оппозиции
В 2015 году Мамедов опубликовал пост в Фейсбуке по поводу пожара в Баку, где погибли 15 человек, написав следующее: «Это трагедия — боль и трагедия каждого азербайджанца. Ни один народ не станет терпеть столько позора и несправедливости. Чиновники зарабатывают миллионы на страданиях нашего народа, и если они не боятся гнева нашего народа, то пусть побоятся гнева Аллаха!».
После этого в интернете вышла статья публициста Эйнуллы Фатуллаева, обвинившего Мамедова в предательстве, участии в «антиалиевском подполье в МИД Азербайджана», подготовке революции, и призвавшего наказать Мамедова и дипломатов, которые лайкнули его пост. Вскоре после этого Генеральный секретариат Организации исламского сотрудничества в ответ на ноту МИД Азербайджана отозвал Мамедова с поста постоянного представителя ОИС при ЕС. Пять других дипломатов, лайкнувших пост Мамедова, были также уволены из МИД Азербайджана. В том же году, 11 августа, Мамедов предложил провести «белый марш» в поддержку прав человека, демократии, против произвола чиновников и коррупции в Азербайджане, при котором белый цвет был бы цветом «очищения от тьмы и несправедливости». Мамедов призвал отказаться от лозунгов, по его словам, достаточно было бы одеться в белое или нести белый цветок.
В 2017 году Мамедов дал интервью «The Guardian» по поводу коррупции членов азербайджанской делегации в Совете Европы, потративших, согласно Мамедову, 30 миллионов евро на лоббирование учреждений Совета, включая Парламентскую ассамблею. 
В 2018 году Мамедов стал ключевым свидетелем в расследовании обвинений в коррупции в Парламентской ассамблее Совета Европы. Мамедов присутствовал также на процессе по делу о коррупции итальянского депутата Луки Волонте в итальянском суде. Согласно Мамедову, адвокатов Волонте финансировала азербайджанская сторона.
15 мая 2020 года Мамедов стал сооснователем азербайджанской гражданской платформы «BİZ».